# Robert Landa
Pour les articles homonymes, voir Landa.
Robert Grigorievitch Landa (Роберт Григорьевич Ланда), né le 23 mars 1931 à Moscou et mort le 21 juin 2021, est un spécialiste russe d'études arabes, d'islamologie, docteur en histoire et particulièrement historien des pays du Maghreb et surtout de l'Algérie. Il est l'auteur de plus de 320 publications dont 21 livres.

## Carrière
Robert Landa termine en 1953 l'institut d'études orientales de Moscou au département d'arabe (il étudie dans le même cours qu'Evgueni Primakov). Il est docteur en histoire en 1974 après sa thèse portant sur Les étapes de la révolution algérienne.
De 1988 à 2007, Robert Landa est chef du département des études théoriques et comparatives de l'institut des études orientales de l'académie des sciences. En plus de ses activités de recherches, il poursuit une carrière d'enseignement. Il donne des cours à la faculté d'histoire de l'université d'État pédagogique de Moscou ainsi qu'à l'université orientale de Moscou. Dans les années 1970, il enseigne à l'institut des pays d'Asie et d'Afrique. Il a dirigé une quarantaine de thèses de candidats au doctorat et de doctorat.
C'est l'historien russe le plus important en ce qui concerne l'histoire des pays du Maghreb. Il a par exemple consacré plusieurs dizaines d'années de sa vie à la seule étude de l'Algérie française et de l'Algérie indépendante. Il s'est aussi particulièrement intéressé aux problèmes socio-économiques et socio-politiques du développement des pays arabes dans l'histoire contemporaine et récente. Sa monographie intitulée Les cadres dirigeants et l'évolution sociale des pays d'Asie et d'Afrique (secteur nationalisé) a fait date en 1985, ainsi que l'ouvrage collectif publié sous sa direction Aspect général de la société en Orient paru à Moscou en 1999. C'est à l'époque un historien soviétique qui analysait les possibilités des guerres d'indépendance nationale des anciens pays colonisés (surtout de l'Afrique du Nord française) dans l'avènement de la révolution mondiale, à l'époque d'une URSS qui se tournait vers les pays du Tiers monde depuis les années de décolonisation.
À partir des années 1990 et après la chute de l'URSS, il se tourne vers l'étude de l'histoire de l'islam en fédération de Russie. C'est en 1995 que paraît son livre L'Islam dans l'histoire de la Russie, premier du genre en Russie.
Il déclare en février 2008 que les historiens « russes » [en fait soviétiques à l'époque] ont traité l'histoire de l'Algérie avec « probité intellectuelle » et leur oppose les orientalistes français : « Les historiens et orientalistes russes ont traité l'histoire de l'Algérie avec probité intellectuelle, refusant les déformations contenues dans la production historique des orientalistes français, a affirmé le professeur Landa qui intervenait lors d'une conférence sur le regard de l'orientalisme russe sur la Révolution algérienne. L'historien russe, décoré de la médaille des amis de la Révolution algérienne le 17 juin 2005, à l'occasion du cinquantenaire du déclenchement de la Révolution 
du 1er novembre 1954, a souligné que durant la guerre de Libération nationale, il a eu à rencontrer des orientalistes français, ce qui lui avait permis d'avoir une idée sur leurs tendances, a-t-il dit. Il y avait des historiens qui avaient des positions claires (positives) envers l'Algérie et d'autres qui avaient des positions extrémistes et franchement anti-algériennes, a-t-il soutenu, affirmant, dans le même contexte, que les orientalistes russes avaient des intentions globalement positives. »

## Quelques œuvres
- История алжирской революции, 1954—1962. — Moscou, 1983. [Histoire de la révolution algérienne]
- Страны Магриба: общество и традиции. — Moscou, 1988. [Les pays du Maghreb: société et traditions]
- В стране аль-Андалус через тысячу лет. — Moscou, 1993. [Au pays de l'Al-Andalous en un millénaire]
- Ислам в истории России. — Moscou, 1995. [L'Islam dans l'histoire de la Russie]
- История Алжира. XX век. — Moscou, 1999. [Histoire de l'Algérie. XXe siècle]
- Новая история стран Азии и Африки. — Moscou, 2004. [Nouvelle histoire des pays d'Asie et d'Afrique]
- История арабских стран. — Moscou, 2005. [Histoire des pays arabes]
- Политический ислам: предварительные итоги. — Moscou, 2005. [L'Islam politique: constat préliminaire]
- Социология современного Востока. — Moscou, 2008. [Sociologie de l'Orient contemporain]

## Source
- (ru) Cet article est partiellement ou en totalité issu de l’article de Wikipédia en russe intitulé « Роберт Григорьевич Ланда » (voir la liste des auteurs).